# Vulgrin II. (Angoulême)
Vulgin II. (auch Wulfgrin; † 16. September 1140 in Bouteville) war ein Graf von Angoulême aus dem Haus Taillefer. Er war ein Sohn des Grafen Wilhelm V. Taillefer und der Vitapoi von Bénauges.
Er war im 11. Jahrhundert geboren, da er mit seinem Vater in den 1090er Jahren eine Schenkung an Saint-Pierre von Angoulême tätigte. Er war in erster Ehe mit Pontia verheiratet, einer Tochter des Roger Poitevin de Montgommery, Graf von La Marche. Die normannische Familie Montgommery konkurrierte mit dem alteingesessenen Haus Lusignan um den Besitz der Grafschaft La Marche und Vulgrin zog durch seine Ehe die Feindschaft der Lusignan auf sich. Im Jahr 1127 griffen Hugo VII. von Lusignan und Gottfried I. von Rancon die ihm gehörende Burg von Montignac an, aber Vulgrin konnte die Angreifer erfolgreich zurückschlagen.
Vulgrin starb auf der Burg Bouteville und wurde in der Abtei Saint-Cybard in Angoulême bestattet.
Aus seiner ersten Ehe mit Pontia von La Marche hatte er einen Sohn und Erben, Wilhelm VI. Taillefer († 1179).
Seine zweite Ehefrau war Amable, eine Tochter des Vizegrafen Amalrich I. von Châtellerault. Ihre Kinder waren Fulko und Gottfried Martel.